# إليجاه وودز
إليجاه وودز (بالإنجليزية: Elijah Woods)‏ هو سياسي أمريكي، ولد في 1778 في مقاطعة روكنغهام في الولايات المتحدة، وتوفي في 23 نوفمبر 1820 في مقاطعة بلمونت في الولايات المتحدة. حزبياً، نشط في الحزب الجمهوري الديمقراطي. وقد انتخب عضو مجلس نواب أوهايو.